# See Spot Run
See Spot Run (bra: Spot - Um Cão da Pesada) é um filme de comédia de ação e aventura áustralo-estadunidense de 2001 dirigido por John Whitesell sobre um carteiro que encontra um Bulmastife perdido chamado Spot, apenas para saber que ele é um cão policial do FBI que escapou de um programa de proteção a testemunhas e é alvo de morte por um chefe do crime. Foi filmado em Vancouver, Colúmbia Britânica, Canadá.

## Sinopse
O Agente 11 é um bullmastiff de combate ao crime usado pelo FBI; ele tem parceria com seu mestre, Murdoch (Michael Clarke Duncan), em Seattle. Enquanto eles vão atrás do chefe da Máfia, Sonny Talia (Paul Sorvino), o Agente 11 o ataca e arranca um de seus testículos. Sonny é levado ao hospital para uma substituição cirúrgica. Para se vingar, ele envia seus dois guarda-costas, Gino e Arliss (Joe Viterelli e Steve Schirripa respectivamente), para matar o Agente 11. Para sua proteção, o Agente 11 é enviado para um centro de treinamento no Alasca.
Após a fuga do Agente 11, ele conhece Gordon Smith (David Arquette), que trabalha como carteiro. Gordon não gosta de cães e se ofereceu para cuidar de James (Angus T. Jones), o filho mais novo de sua vizinha, a bela Stephanie (Leslie Bibb). Gino e Arliss continuaram sua busca pelo Agente 11, a quem James nomeia de "Spot". O Agente 11 não quer pegar bolas ou frisbees porque Murdoch disse a ele para não brincar quando ele era um filhote; no entanto, ele eventualmente começa a fazer isso com Gordon e James como um cachorro normal. Mais tarde, Gino e Arliss tentam matá-lo enquanto ele está com Gordon e James em uma loja de animais, mas ele os engana.
Quando o FBI descobre que Spot está morando com Gordon, eles o aceitam de volta. Ele escapa e encontra Gordon e James novamente. Sonny retorna e tenta matá-lo, mas é enganado, capturado e preso. Os agentes do FBI tentam levar Spot de volta, mas no final decidem deixá-lo escolher com quem quer morar. Ele escolhe Gordon e James, embora dê uma lambida de adeus em Murdoch. Stephanie retorna e fica muito chateada com Gordon pelo que aconteceu, mas James a convence de que Gordon é um cara legal, e eles acabam juntos.
Uma das últimas cenas do filme é de Sonny na prisão, seus testículos foram substituídos por bolas de metal (o outro também foi arrancado por Spot) que estalam constantemente.

## Elenco
- David Arquette como Gordon Smith
- Angus T. Jones como James
- Michael Clarke Duncan como Murdoch
- Paul Sorvino como Sonny Talia
- Leslie Bibb como Stephanie
- Anthony Anderson como Benny Washington
- Sarah-Jane Redmond como Agent Sharp
- Enzo como Boodles
- Constance Marie como vizinha (sem créditos)
- Joe Viterelli como Gino
- Steve Schirripa como Arliss
- Kavan Smith como Ricky
- Kim Hawthorne como Cassavettes

## Recepção
O filme recebeu críticas negativas. Rotten Tomatoes reporta uma taxa de aprovação de 23% com base em 77 avaliações, com uma pontuação média de 3,65/10. O consenso do site afirma que ele "tem todos os elementos que as crianças desfrutam em um filme: um cachorro adorável, coisas ruins acontecendo com adultos estúpidos e muito cocô de cachorro. Para adultos, é um sucesso ou um fracasso".

## Trilha sonora
1. "Atomic Dog" - George Clinton
2. "Can't Smile Without You" - Barry Manilow
3. "Bust a Move" -  Young MC
4. "At Last" - Etta James
5. "Mr. Sandman" - The Chordettes
6. "Dog" - Milo Z
7. "Hampster Dance" - Hampton the Hampster
8. "For Once in My Life" - Stevie Wonder
9. "As Long as You're Loving Me" - Vitamin C

## Bilheteria
O filme estreou em #3 na bilheteria norte-americana fazendo US$9,7 milhões em seu primeiro fim de semana, atrás de Hannibal e The Mexican, que abriu no topo local. Apesar disso, foi um sucesso e faturou mais de US$43 milhões no mercado internacional.